# Enceinte de Guémar
L'enceinte de Guémar est un monument historique situé à Guémar, dans le département français du Haut-Rhin.

## Localisation
Ces constructions sont situées 5, rue du Château et 10, route de Sélestat à Guémar.

## Historique
Deux tours font l'objet d'une inscription au titre des monuments historiques depuis 1932.

## Architecture

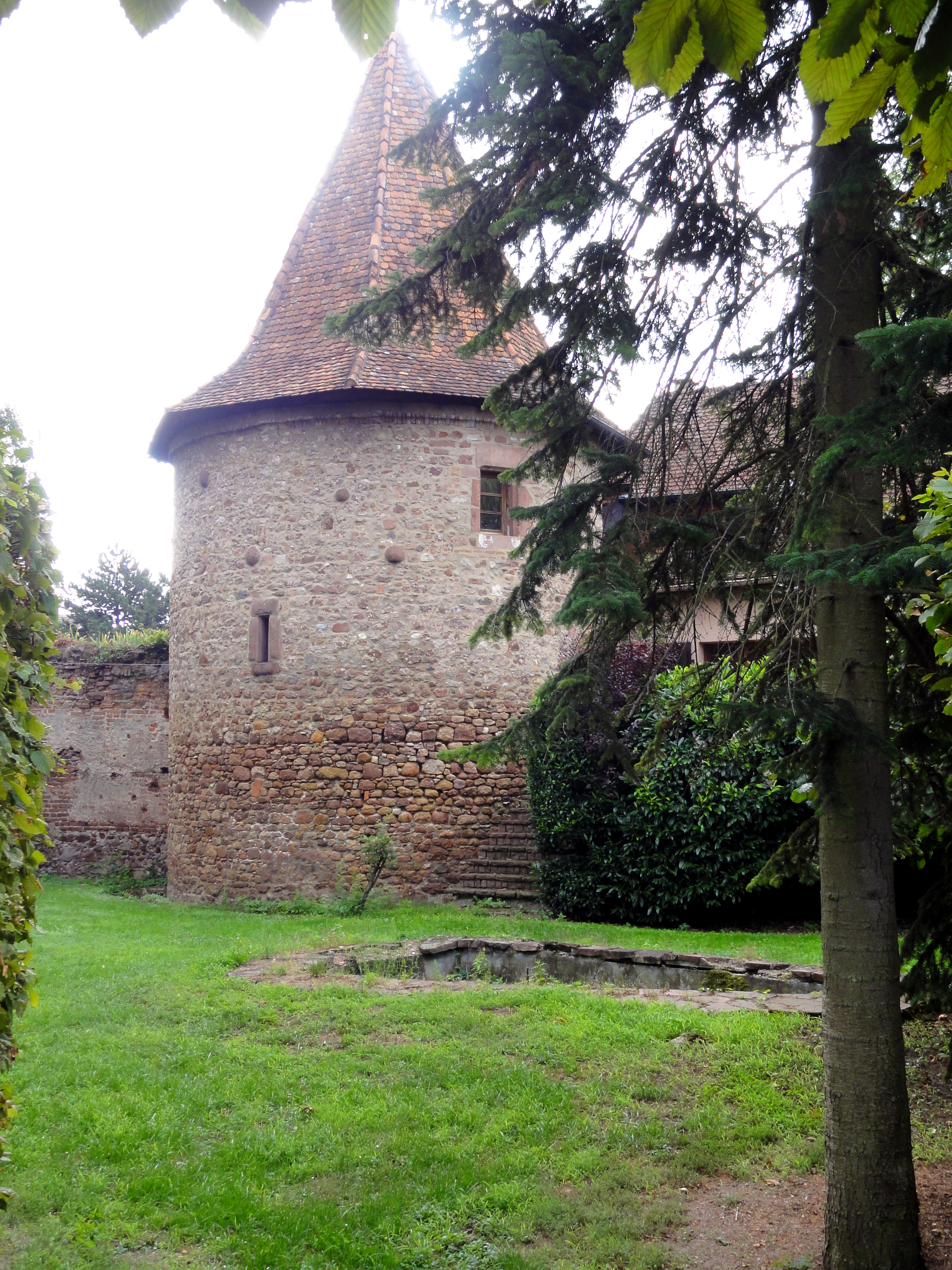
Route de Sélestat
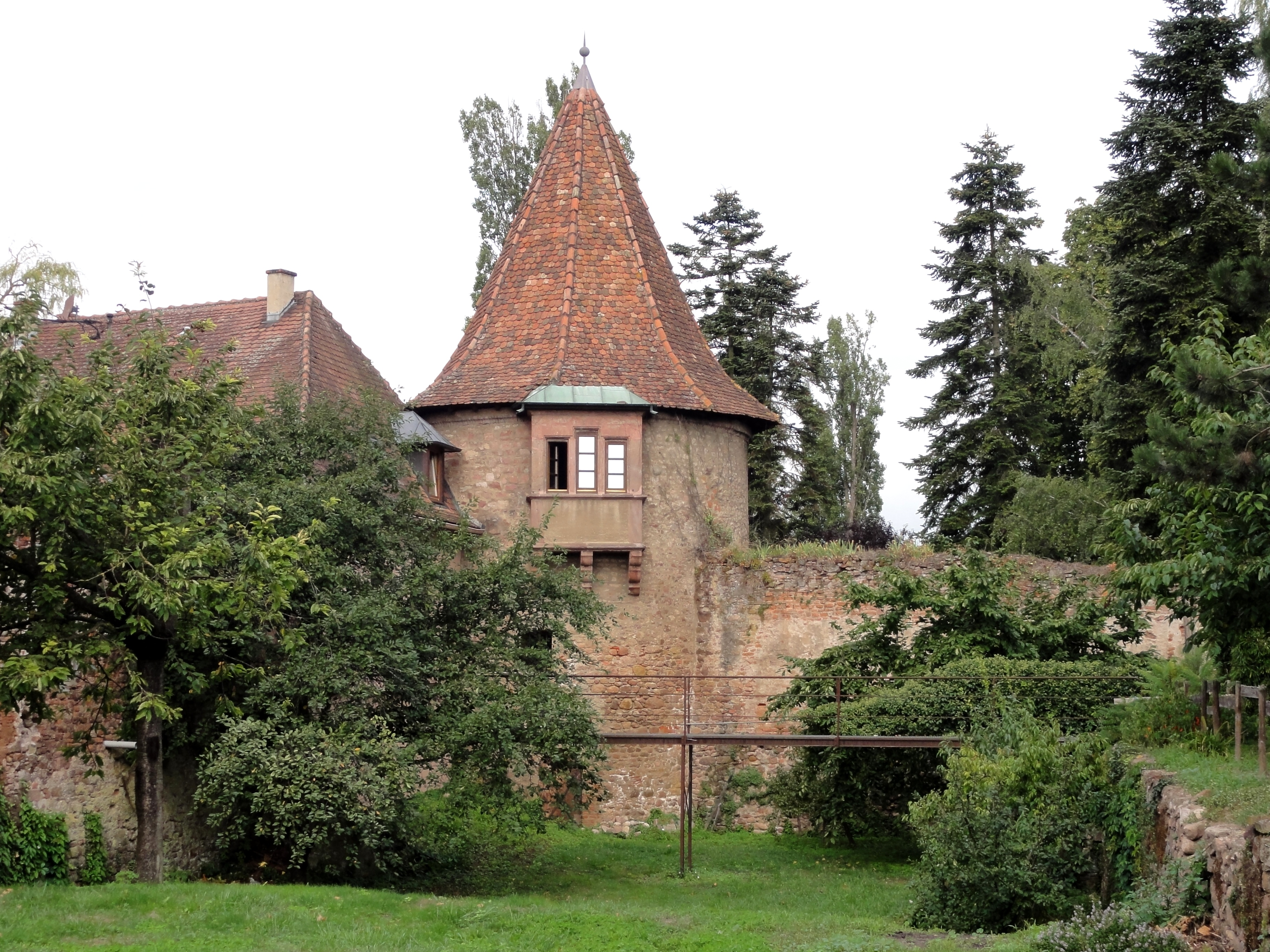
Château-fort de Molkenbourg